# Miagrammopes auriculatus
Espèce
Miagrammopes auriculatus est une espèce d'araignées aranéomorphes de la famille des Uloboridae.

## Distribution
Cette espèce est endémique du Tibet en Chine,. Elle se rencontre dans le xian de Zayü.

## Description
La femelle holotype mesure 4,23 mm.

## Publication originale
- (en) Yun Liang, Qu Cai, Jinxin Liu, Haiqiang Yin et Xiang Xu, « Three species of hackled-orb web spider genus Miagrammopes from China (Araneae, Uloboridae) », Zootaxa, Magnolia Press (d), vol. 5004, no 4,‎ 22 juillet 2021, p. 564-576 (ISSN 1175-5334 et 1175-5326, OCLC 49030618, DOI 10.11646/ZOOTAXA.5004.4.5).